# Vallières (kommun)
Vallières är en kommun i Haiti.   Den ligger i departementet Nord-Est, i den nordöstra delen av landet, 110 km norr om huvudstaden Port-au-Prince. Antalet invånare är 21 404. Arean är 158 kvadratkilometer.
Terrängen i Vallières är kuperad.